# Pevnost Kufstein
Pevnost Kufstein (německy: Festung Kufstein) je středověká pevnost v rakouském městě Kufstein. Nachází se ve výšce 507 metrů nad mořem. Rozkládá se na ploše 24 000 m². S městem je pevnost spojena pozemní lanovou dráhou. První písemná zmínka o tvrzi pochází z roku 1205. V té době byla majetkem řezenského biskupa. Jednalo se o strategický bod v bojích mezi Bavorskem a Tyrolskem. V roce 1336 musel moravský markrabě Karel upustit od pronásledování Bavorů, když mu pevnost zatarasila cestu. V roce 1342 dostala tyrolská vévodkyně z rodu Menhardovců Markéta Pyskatá Kufstein jako svatební dar od svého manžela Ludvíka V. Bavorského. Bylo to poprvé, kdy se Kufstein stal součástí Tyrolska. Když Markéta v roce 1363 předala celé Tyrolsko rakouskému vévodovi Rudolfovi IV., Bavoři požadovali, aby vrátila svůj svatební dar, a úspěšně Kufstein napadli. V roce 1504 bylo město i s pevností obléháno a dobyto císařem Maxmiliánem I. Maxmilián nechal v letech 1518 až 1522 postavit mohutnou kulatou věž, která podstatně zvýšila obranyschopnost pevnosti. V letech 1703 až 1805 byla bavorským majetkem, v roce 1814 se vrátila Rakousku. Pevnost sloužila za Habsburků jako vězení pro řadu politických vězňů, zejména Maďarů (Ferenc Kazinczy, Blanka Telekiová ad.). Bylo zde také drženo asi 100 Poláků zatčených po krakovském povstání v roce 1846. Od roku 1924 je pevnost ve vlastnictví města Kufstein. V pevnosti nyní sídlí Městské muzeum. Část je využívána i pro koncerty a kongresy - tzv. festungsarena pojme tisíce lidí. Velkým turistickým lákadlem jsou největší varhany pod širým nebem na světě. Mají 4307 píšťal a jejich zvuk je slyšet v širokém okolí.